# Procydrela limacola
Procydrela limacola är en spindelart som beskrevs av Rudy Jocqué 1999. Procydrela limacola ingår i släktet Procydrela och familjen Zodariidae. Inga underarter finns listade i Catalogue of Life.